# Ulvasjön, Småland
Ulvasjön är en sjö i Karlskrona kommun i Blekinge  och ingår i Bruatorpsåns huvudavrinningsområde. Sjön är 17,5 meter djup, har en yta på 0,46 kvadratkilometer och befinner sig 73,2 meter över havet. I den norra delen av sjön finns en mindre ö, omnämnd som Vysslö. Sjön avvattnas av vattendraget Tjärekullaån. Vid provfiske har abborre, gädda, mört och sutare fångats i sjön.

## Delavrinningsområde
Ulvasjön ingår i det delavrinningsområde (625224-150712) som SMHI kallar för Mynnar i Bruatorpsån. Medelhöjden är 60 meter över havet och ytan är 39,52 kvadratkilometer. Det finns inga avrinningsområden uppströms utan avrinningsområdet är högsta punkten. Tjärekullaån som avvattnar avrinningsområdet har biflödesordning 2, vilket innebär att vattnet flödar genom totalt 2 vattendrag innan det når havet efter 15 kilometer. Avrinningsområdet består mestadels av skog (70 %), öppen mark (11 %) och jordbruk (13 %). Avrinningsområdet har 0,53 kvadratkilometer vattenytor vilket ger det en sjöprocent på 1,3 %.